# Euxoa ternaria
Euxoa ternaria là một loài bướm đêm trong họ Noctuidae.